# Идроландия (Сеара)
Идроландия (порт. Hidrolândia) — муниципалитет в Бразилии, входит в штат Сеара. Составная часть мезорегиона Северо-запад штата Сеара. Входит в экономико-статистический микрорегион Санта-Китерия. Население составляет 17 530 человек на 2006 год. Занимает площадь 966,572 км². Плотность населения — 18,1 чел./км².
Праздник города — 27 декабря.

## История
Город основан в 1957 году.

## Статистика
- Валовой внутренний продукт на 2003 составляет 31 011 370,00 реалов (данные: Бразильский институт географии и статистики).
- Валовой внутренний продукт на душу населения на 2003 составляет 1761,81 реала (данные: Бразильский институт географии и статистики).
- Индекс развития человеческого потенциала на 2000 составляет 0,638 (данные: Программа развития ООН).

## География
Климат местности: полупустыня.